# 吳厝 (臺中市清水區)
吳厝，是臺灣臺中市清水區的一個傳統地域名稱，位於該區東南部。相較於今日行政區，其範圍大致包括下湳里最南端、鰲峰里東北部、吳厝里不含東北部邊界地帶，另外還包括沙鹿區的西勢里東北端、清泉里西北端，大雅區的六寶里最北端，以及臺中國際機場部分未劃入各里里界區域的西南部、南部。

## 歷史
台灣清治末期，吳厝地區為一街庄，稱為「吳厝庄」，隸屬於大肚上堡。該庄北與楊厝藔庄為鄰，東與大突藔庄、山皮庄為鄰，南邊為公館庄、西勢藔庄，西南邊為牛罵頭街，西邊及西北邊為田藔庄。
1901年（日明治三十四年）11月，全台廢縣廳改設二十廳，該庄隸屬於臺中廳。1903年（明治三十六年）6月，該庄編入「公館區」，仍隸屬於臺中廳。1909年（明治四十二年）10月，全台二十廳合併為十二廳，公館區隸屬不變。1920年（大正九年），全台地方制度大改正，該庄改制為「吳厝」大字，隸屬於臺中州大甲郡清水街，大字下有「吳厝」、「橋頭寮」小字名。
戰後清水街改制為清水鎮，隸屬於臺中縣，大字亦改制為里。1950年10月，中、彰、投分治，清水鎮隸屬不變。2010年12月，隨著臺中縣、市合併為直轄臺中市，清水鎮改制為清水區。

## 聚落
本地區發展較早的聚落有許厝藔、吳厝、橋頭藔等，在日治期初期的官方地圖上已有記載。此外，本地區尚有山尾、新興社區等聚落。

## 交通
國道3號又稱「福爾摩沙高速公路」，是貫穿台灣西部的兩條縱向高速公路之一，大致以北向南轉東北—西南走向再轉北北東—南南西走向蜿蜒經過本地區南部。境內未設交流道，北側最近的是與國道4號交會處的中港系統交流道（系統交流道）、市道132號交會處的大甲交流道（一般交流道），南側最近的是省道台10線交會處的沙鹿交流道（一般交流道）。由此等可快速前往台灣西部各地。
區道中73線（和睦路三段）是圳堵至西勢寮的道路，大致以北北東—南南西走向經過本地區中部偏東地帶，並緊鄰機場西側圍牆。由該道路向北北東轉北可前往楊厝寮、新庄子、圳堵並止於圳堵國小北側的區道中79線路口，向南南西可前往西勢寮並止於省道台10乙線路口。

## 學校
- 吳厝國小（页面存档备份，存于）